# Bambusicola fytchii
Bambusicola fytchii е вид птица от семейство Phasianidae.

## Разпространение
Видът е разпространен в Бангладеш, Виетнам, Индия, Китай, Лаос, Мианмар и Тайланд.